# WR 21a
WR 21a är en dubbelstjärna i norra delen av stjärnbilden Kölen. Den ligger nära den öppna stjärnhopen Westerlund 2 och kommer sannolikt att bli en utstött medlem. Den har en skenbar magnitud av ca 12,66 och kräver ett kraftfullt teleskop för att kunna observeras. Baserat på parallax enligt Gaia Data Release 2 på ca 0,25 mas, beräknas den befinna sig på ett avstånd på ca 13 000 ljusår (ca 4 000 parsek) från solen. Avståndet till WR 21a var inte definitivt känt före Gaiauppdraget. Det har gjorts uppskattningar från 2,85 kpc till cirka 8 kpc, med åtföljande osäkerheter i systemets ljusstyrka. Det större avståndet föredrogs på grund av överensstämmelse med de härledda omloppsparametrarna.

## Egenskaper
Primärstjärnan WR är en blå superjättestjärna i huvudserien av spektralklass O3/WN5ha och klassificeras som en förmörkelsevariabel och Wolf-Rayet-stjärna. Den har en massa som är ca 94 solmassor, en radie som är ca 23 solradier och har ca 1 510 000 gånger solens utstrålning av energi från dess fotosfär vid en effektiv temperatur av ca 45 000 K. Stjärnan är en av de mest massiva dubbelstjärnorna som är kända. Följeslagaren O är en blå superjättestjärna i huvudserien av spektralklass O3Vz ((f*)) och klassificeras som en förmörkelsevariabel. Den har en massa som är ca 54 solmassor, en radie som är ca 15 solradier och har ca 1 050 000 gånger solens utstrålning av energi från dess fotosfär vid en effektiv temperatur av ca 50 700 K.
Med en omloppsperiod av 31 dygn och 16 timmar kretsar de två komponenterna i dubbelstjärnan kring varandra. Banans lutning gör att endast mycket grunda förmörkelser observeras och ljusstyrkan sjunker med endast cirka 0,05 magnitud. Det finns också ännu mindre ljusstyrkevariationer som tillskrivs pulseringseffekt där stjärnornas snävaste passage i deras excentriska banor skapar ljusstyrkeförändringar när de två stjärnorna lyser upp varandra. Det kan också förekomma tidvattenexciterade oscillationer som ger ytterligare små variationer.
En kollision mellan komponenternas stjärnvindar har skapat extremt hög temperatur och kraftig röntgenstrålning. Stjärnan är också ljusstark i radiovåglängdsbamdet.